# Batalló Thälmann
El Batalló Thälmann va ser una unitat militar integrada a les Brigades Internacionals durant la Guerra Civil Espanyola. El batalló adopta el nom del líder del Partit Comunista d'Alemanya Ernst Thälmann (16 d'abril de 1886 - executat per ordre de Hitler el 18 d'agost de 1944). El batalló va estar format per 1.500 voluntaris alemanys, austríacs, suïssos i escandinaus, primer integrat a la XII Brigada i posteriorment a la XI Brigada Internacional. Els seus orígens es troben en la Centúria Thälmann, que es va organitzar a Barcelona els primers mesos després del cop d'Estat. El batalló va lluitar al setge de Madrid.

## Centúria Thälmann
La Centúria Thälmann va néixer a la caserna de Pedralbes de Barcelona l'agost del 1936, organitzada pel comunista alemany Hans Beimler i 15 amics alemanys sota el comandament d'Albert Schindler i el britànic Sam Masters. Més endavant s'hi van afegint, a mesura que van arribant a Barcelona, diversos polonesos, italians i balcànics.
Fou una de les primeres unitats militars formades per voluntaris, majoritàriament alemanys, que lluitaren a favor del govern legítim de la República al començament de la Guerra Civil espanyola. El 30 d'agost, la columna, integrada ja per 60 voluntaris antifeixistes, va marxar cap al front d'Aragó integrada en la Columna 19 de juliol del PSUC.
La Centúria Thälmann combaté al front aragonès (especialment en la lluita per l'ermita de Santa Quitèria, a Tardienta, on patí moltes baixes) fins al novembre d'aquell any, quan s'integrà al Batalló Thälmann de la XII Brigada Internacional i marxà a les successives batalles que configuraren l'esforç de la República per la defensa de Madrid.

## La constitució en batalló i la batalla per Madrid
El dia 7 de novembre arribà la XII Brigada Internacional, amb el Batalló Thälmann, a Madrid, on la població els acollí entusiàsticament. El Batalló fou disposat als jardins del palauet de la Moncloa. A pesar de patir nombroses baixes, els brigadistes contingueren les forces franquistes i ajudaren definitivament a salvar Madrid.
Per contrarestar les forces franquistes en l'intent d'encerclar Madrid, es cridà la XIV Brigada Internacional, que lluitava al front de Còrdova i se la situà al front de Las Rozas, on el 7 de gener el Batalló Thälmann es cobrí de glòria defensant la població, però amb un nombre de baixes tan gran que restaren il·lesos només 35 combatents. El batalló, així com passà amb la resta d'unitats internacionals fou utilitzada sovint com a unitat de xoc, per a ser llançada contra les posicions dels exèrcits insurrectes. Els alemanys de les Brigades Internacionals es constituïren en un paradigma de valor, disciplina i tenacitat davant la resta d'unitats de l'Exèrcit Popular de la República. Foren comandants destacats del batalló l'escriptor alemany Ludwig Renn o el prussià Hans Kahle, després comandant de la 45a Divisió republicana.

## Altres membres destacats del Batalló
- Hans Beimler, de Berlín
- Artur Becker, de Remscheid
- Walter Janka, de Chemnitz
- Kurt Lichtenstein, de Berlín
- Hans Neumann, de Darmstadt
- Josef Raab, de Penzberg